# 마타 크리스튼

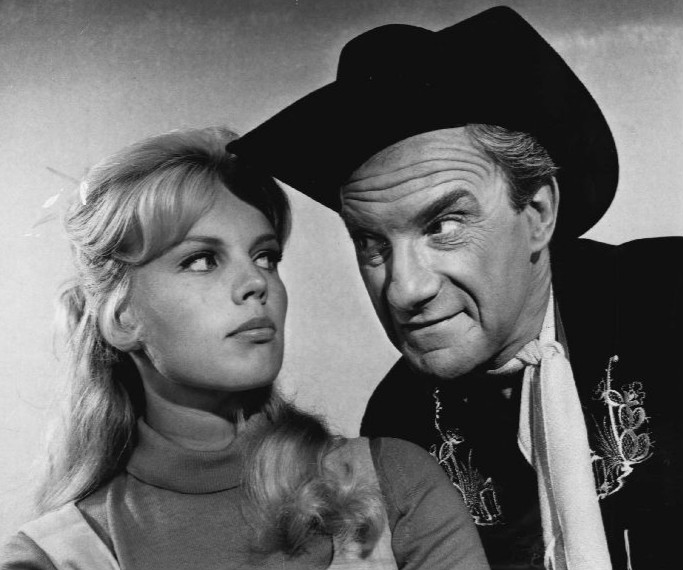

마타 크리스틴(Marta Kristen, 1945년 2월 26일 ~ )은 미국의 배우이다. 오슬로에서 핀란드인 어머니와 독일인 군인 사이에서 태어났으며, 아버지의 출신 때문에 안위에 문제가 생길 것을 염려한 어머니가 고아원에 보내 5살 때 미국인 부부에게 입양되었다.

## 출연 작품

### 영화
- 세비지 샘 (1963, Savage Sam)
- Beach Blanket Bingo (1965)
- 우주의 7인 (1980)
- 불의 수확 (1996, Harvest of Fire)
- 빌로우 유토피아 (1997)
- 로스트 인 스페이스 (1998)

### 텔레비전
- 나의 세 아들 (1960-64)
- 우주가족 로빈슨 (1965-68)